# استیو جونز (بازیکن فوتبال، زاده ۱۹۶۰)
استیو جونز (انگلیسی: Steve Jones؛ زادهٔ ۱۸ اکتبر ۱۹۶۰) بازیکن فوتبال اهل بریتانیا است.
از باشگاه‌هایی که در آن بازی کرده‌است می‌توان به باشگاه فوتبال پورت ویل و باشگاه فوتبال منچستر یونایتد اشاره کرد.